# 盛曼
盛 曼（せい まん、生没年不詳）は、中国三国時代の呉の政治家、軍人。盛憲とも。

## 生涯
呉に仕えた人物で、蜀との国境に近い建平太守を務めた。永安7年（264年）2月、孫休は蜀漢が魏に降伏したことを受けて、建平太守・盛曼および謝詢ら水陸の部隊を羅憲の守る永安城（守兵2千）へ派遣した。この軍勢は蜀への救援を掲げるも、内実は永安攻略を目的としていた。盛曼は羅憲に向けて「合従の計」を説き、城門を借り受けることを求めたが、遣わされた楊宗に「城中の土を一握も取れぬのに、なぜ城門云々と申すのだ？」と罵倒された。さらに、城内の人心をまとめるべく銜枚（兵士や馬の口に噛ませる板）を使った羅憲軍が夜襲に出ると、これに敗れた。
城の守りが固いとみると、撫軍将軍・歩協が援軍に到着し、その後さらに鎮軍将軍・陸抗（および征西将軍・留平）ら3万も追加され攻囲を続けた。城内の大半が病に侵され、士気も限りなく低下していたが、呉軍は半年たっても城を落とせなかった。そうして半月後の7月、荊州刺史・胡烈が歩騎2万を引き連れて西陵を攻めたため、陸抗らは永安から撤兵した。